# غل عنبر
غل‌ عنبر هي قرية في مقاطعة ورزقان، إيران. عدد سكان هذه القرية هو 214 في سنة 2006.